# Plebiscito sobre a criação de distritos em Campinas
O plebiscito sobre a criação de dois distritos em Campinas ocorreu no referido município em 05 de outubro de 2014, que decidirá se as regiões de Ouro Verde e Campo Grande serão ou não elevadas à condição de distritos administrativos. É a primeira vez que um plebiscito será realizado junto com as eleições gerais.
O plebiscito, previsto no artigo 14 da Constituição e regulamentado pela Lei nº 9.709 de 1.998, é uma forma de democracia direta pela qual o cidadão é consultado antes de uma mudança ser implementada.
Atualmente, Campinas possui quatro distritos: Sousas (1896), Barão Geraldo (1954), Joaquim Egídio (1959) e Nova Aparecida (1964). As subprefeituras desses distritos não têm autonomia e nem orçamento setorial e territorial. Na prática, não há diferença entre subprefeituras e administração regional.
O plebiscito para decidir sobre a criação dos distritos de Ouro Verde e Campo Grande é um projeto da Câmara Municipal de Campinas e teve a autorização da Justiça Eleitoral para acontecer  no dia 5 de outubro, junto com as eleições para o executivo e legislativo.

## Regiões
Ouro Verde e Campo Grande, nas regiões sudoeste e noroeste da cidade, respectivamente, surgiram a partir da década de 50. O crescimento aconteceu sem planejamento e infraestrutura adequados. 
De acordo com a Prefeitura, nos 90 bairros da região do Campo Grande vivem 190 mil pessoas. Dessas 140,5 mil votam. Já no Ouro Verde, 240 mil moradores estão distribuídos em 140 bairros e há 79,8 mil eleitores.
Em 2013, a ouvidoria da Prefeitura registrou 351 reclamações na região do Campo Grande e 528 só na região do Ouro Verde. As principais queixas são em relação à forma como é feito o atendimento público, à falta de profissionais em geral e dificuldades na saúde.

## Projeto
O projeto da criação dos dois distritos foi apresentado na Câmara de Vereadores de Campinas em 2009 e demorou dois anos até ser aprovado. O plebiscito foi proposto com o apoio de quase 13,5 mil assinaturas de eleitores. Toda documentação com os detalhes do projeto foi enviada e aprovada pela Justiça Eleitoral.

## Vantagem e Desvantagem
A vantagem é o abandono da condição de bairro. A demarcação da região, poderá facilitar num eventual planejamento da área. A desvantagem é o aumento nas despesas dos bairros ao entorno, que não entrarão na área distrital.

## Após a eleição
O projeto será definido minuciosamente e submetido à votação na Câmara de Campinas, que não poderá decidir contrariamente.  Será neste momento que a delimitação dos novos distritos será definida. Ou seja, não há garantias se o Aeroporto de Viracopos, por exemplo, ficará no distrito Ouro Verde, numa eventual criação.
Em 2015 foram criados os distritos de Ouro Verde e Campo Grande.

## Cédulas
O Tribunal Regional Eleitoral preparou cédulas de papel para realizar a consulta popular em caso de problemas em uma ou algumas das 2.230 urnas eletrônicas espalhadas pelos 255 locais de votação das sete zonas eleitorais de Campinas. Todas as cédulas, ficarão concentradas no cartório eleitoral. Se a urna falhar, será colocado em prática o procedimento de contingência.
No caso do plebiscito, as duas perguntas ficarão dispostas em uma única cédula. Os eleitores deverão marcar o campo "Sim" ou "Não", de acordo com a decisão pessoal sobre a criação dos distritos.
| "Você é a favor da criação do distrito de Ouro Verde?" | "Você é a favor da criação do distrito de Ouro Verde?" | "Você é a favor da criação do distrito de Ouro Verde?" |
| Resposta                                               | Votos                                                  | %                                                      |
| ------------------------------------------------------ | ------------------------------------------------------ | ------------------------------------------------------ |
| Não                                                    | 243367                                                 | 45,85%                                                 |
| Sim                                                    | 287408                                                 | 54,15%                                                 |
| Votos em branco                                        | 59.643                                                 | 9,28%                                                  |
| Votos nulos                                            | 52.314                                                 | 8,14%                                                  |
| Votos válidos                                          | 530.775                                                | 82,58%                                                 |
| Fonte:                                                 |                                                        |                                                        |

| "Você é a favor da criação do distrito de Campo Grande?" | "Você é a favor da criação do distrito de Campo Grande?" | "Você é a favor da criação do distrito de Campo Grande?" |
| Resposta                                                 | Votos                                                    | %                                                        |
| -------------------------------------------------------- | -------------------------------------------------------- | -------------------------------------------------------- |
| Não                                                      | 248963                                                   | 46,16%                                                   |
| Sim                                                      | 290393                                                   | 53,84%                                                   |
| Votos em branco                                          | 57.765                                                   | 8,99%                                                    |
| Votos nulos                                              | 45.611                                                   | 7,10%                                                    |
| Votos válidos                                            | 539.356                                                  | 83,92%                                                   |
| Fonte:                                                   |                                                          |                                                          |

- Seções: 2.170
- Eleitorado: 806.999
- Abstenção: 164.267 (20,36%)
- Comparecimento: 642.732 (79,64%)